# 채경석
채경석(蔡京錫, 1946년 7월 3일 ~ )는 호서대학교 행정학과 교수를 역임한 대한민국의 행정학자이다.

## 학력
- 1969.2 조선대학교 정치외교학과 졸업
- 1985.8 전북대학교 대학원 행정학 박사
- 1999.8 고려대학교 대학원 행정학 박사

## 경력
- 1983.3	~	호서대학교  법정학부 행정학과 교수
- 1989.3	~	1990.8 호서대학교 사회과학대학 학장
- 1990.9	~	1992.8 호서대 교무처장
- 1992.8	~	1993.8미 국 UCLA대 교환교수
- 1995.3	~	 호서대 통일문제연구소 소장
- 1996.3	~	1999.2 호서대 행정대학원 대학원장
- 1996.3	~	1998.12 호서대 입학홍보처장
- 1998.12	~	1999.2 호서대 교무처장
- 1998.8	~	2005.8 민주평통 상임위원
- 2001.8	~	2003.8 국무총리 비상기획위원회 비상근위원
- 2002.8	~	2003.2 일본 쯔꾸바대학 객원교수(일본국제교류기금 Fellow)
- 2007.6	~	2008.2 호서대 기획처 처장
- 2008.7	~ 호서대학교 일반대학원 대학원장

## 저서
- 《정책학원론》/대왕사/2005
- 《위기관리정책론》/대왕사/2004
- 《정책집행의 논리와 현실》/대영문화사/2000
- 《신행정학원론(공)》/법문사/1998
- 《북한학개론(공)》/1990
- 《민주주의와 정치참여(역)》/1985